# 大西洋横断電信ケーブル

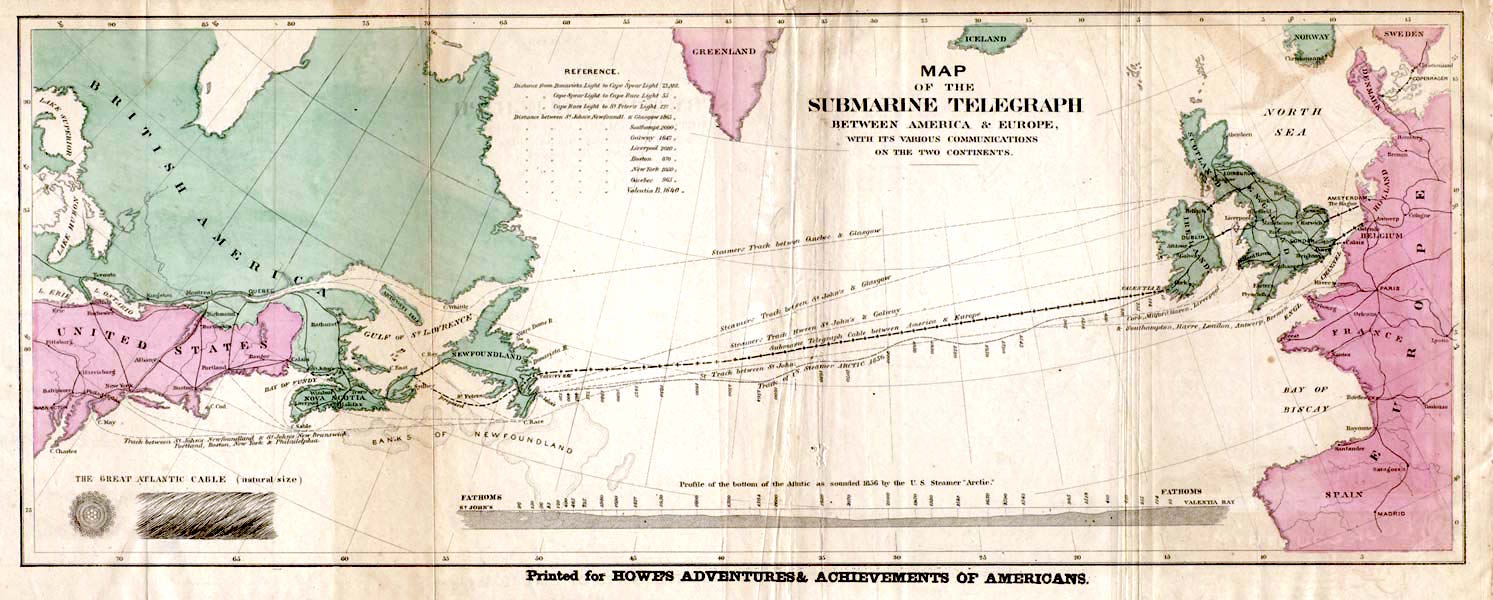
1858年の海底ケーブル

大西洋横断電信ケーブル（たいせいようおうだんでんしんケーブル）は、大西洋を通る電信用の海底ケーブルである。最初のケーブルは1858年、大英帝国のヴァレンティア島（現在のアイルランド領）と北アメリカのニューファンドランド島（当時は英領ニューファンドランド自治領、現在のカナダ領）の間に敷設され、実用可能な最初のケーブルは1866年に敷設された。

## ケーブル敷設までの歴史

### 背景
1830年代の後半、イギリスのウィリアム・クックとチャールズ・ホイートストン、アメリカ合衆国のサミュエル・モールスらにより、電信が実用化された。やがて電信はモールス信号を用いた通信が一般的になり、1840年代にはヨーロッパやアメリカで陸上の電信網が急速に普及していった。
これに対し海底の電信は、電線を覆う絶縁物質に適した材料を選び出す必要があったので、陸路に比べて敷設が遅れていた。しかし、マレー半島の樹木から採れるガタパーチャと呼ばれる樹液が利用できるということが分かり、海底ケーブル敷設の道は開けた。初の海底ケーブルは、1850年、ブレット兄弟（兄John Watkins Brett、弟Jacob W. Brett）によりドーバー海峡に敷かれた。このケーブルは不慮の事故により翌日切断されたが、翌1851年に再び敷設され、英国とフランスをケーブルで結ぶことに成功した。
この成功によって海底ケーブルはブームとなり、英国からアイルランド、ベルギー、オランダへのルート、そして地中海、黒海など、1855年の時点で25本の海底ケーブルが敷かれた。しかしこの時点で大西洋にはまだケーブルが敷設されておらず、情報伝達は未だに蒸気船に頼っていた。

### 事業計画
フレデリック・ニュートン・ギズボーンは、大西洋間の情報伝達速度を高めるため、英国とニューファンドランド島に新たな航路を設ける案を考え、アメリカの実業家サイラス・フィールドに資金援助を求めた。サイラス・フィールドはこの話を聞き、考えた結果、航路ではなく大西洋にケーブルを通す構想に行きついた。しかし、この事業は困難が予想された。当時の海底ケーブルで最も長いものは黒海に敷設された574kmのケーブルであったが、大西洋を結ぶにはそれをはるかに上回るおよそ3000kmのケーブルが必要であり、さらにケーブルは深さ3000mを超える深海を通すことになる。これは初の試みであったため、無事に開通できるかどうか不確定な要素が多かったのである。

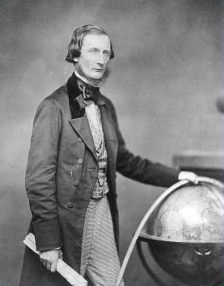
サイラス・フィールド

この疑問を解消すべく、サイラス・フィールドは海底の地形に関して、海洋学の権威であったマシュー・フォンテーン・モーリーに相談した。モーリーはジョン・ブルックの装置を使い計測した北大西洋の地形図を所持しており、敷設予定の地形は平坦だという確認が取れていたため、ケーブルの敷設には問題ないと回答した。フィールドはさらに他の問題に関しても専門家や海底ケーブルの製造会社に問い合わせ、計画は実現できるという確信を得た。
そこでサイラス・フィールドは1856年、大西洋横断電信ケーブルの事業を行うため、アトランティック・テレグラフ社を創立した。資金35万ポンドはフィールドが4分の1を出資し、残りを英国の事業家が出資した。会社は副会長にサミュエル・モールスをあて、主任技師にはエドワード・ホワイトハウスとチャールズ・ブライトを起用した。また、ウィリアム・トムソン（後のケルヴィン卿）も役員に名を連ねた。
ただしトムソンは、この計画の技術的な問題点を指摘した。トムソンは1855年、マイケル・ファラデーの研究を元に電信方程式を発表していたが、この式によると、通信の速度はケーブルの断面積に比例し、長さの二乗に反比例する。つまり長い距離のケーブルでは伝送速度が遅くなってしまうことになる。これを防ぐために、計画よりも太いケーブルを作らなければならないと主張したのである。
しかしこの意見はフィールドには受け入れられないものであった。ケーブルを太くすればその分費用もかさみ、敷設するのにも3隻の船が必要になってしまう。第一、すでにケーブルの一部は製作されていた。また、主任技師のホワイトハウスもトムソンの意見を「学者の作り話」と否定した。ホワイトハウスはモールスと共に、陸上で長さ3000kmのケーブルを使用して通信テストを行い、トムソンの主張する現象は起こらないことを確かめた。また、ホワイトハウスはファラデーから、「トムソンの主張は完全に正しくはなかったのではないか」というコメントを引き出し、これをトムソン説否定の根拠とした。こうしてトムソンの意見は無視される形となった。トムソン自身はその後もこの事業に関わり、敷設のための航海にもすべて参加することとなるのだが、技術的な指揮は基本的にホワイトハウスがとるようになった。
一方、資金は順調に集まり、ケーブル製造は急ピッチで進められた。そして1857年7月にケーブルは完成し、敷設の準備は整った。

### 最初の敷設工事（1857年）

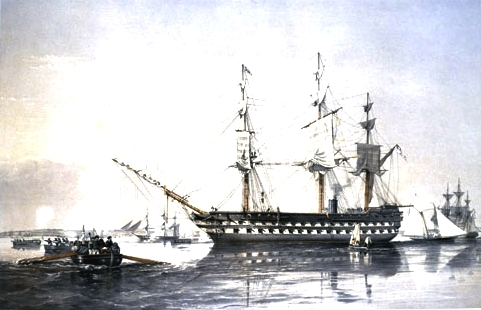
戦艦アガメムノン

ケーブル敷設のための航海は1857年8月に行われた。ケーブルは1隻の船では積みきれないため、英国の軍艦アガメムノンと米国の軍艦ナイアガラの2隻に分けられた。ブライトは敷設にかかる時間を短くするため、大西洋の真ん中から両端に向かって2隻で敷設する案を出したが、最終的には電気技術者の要望によりヴァレンティア島から一方向に敷設することになった。この方法は時間がかかるが、敷設中にケーブルで本土と通信ができるという利点があった。ヴァレンティア島を起点に、先にナイアガラがケーブルを敷設しつつ大西洋を進み、海上でアガメムノンと合流してケーブルを接続する予定だった。
ところがナイアガラが540km敷設したところで、ケーブルの繰り出し速度が速すぎることに気づきブレーキをかけたところ、ケーブルが切断されてしまった。ケーブルはそのまま深海へと沈み、当時はこれを引き上げる技術は無かったため、工事は断念せざるを得なかった。

### 2度目の敷設工事（1858年）
フィールドらは翌年2度目の敷設工事を行った。前回の失敗の原因であったブレーキを改良し、一定の力以上が出ないよう作り変えた。ケーブルは前回の敷設用に製造したものの大部分が残っていたのでこれをそのまま使用し、切断された分と予備のケーブルのみを新たに製作した。
工事は6月に始まった。今回はブライトの案が採用され、はじめに大西洋の真ん中でアガメムノンとナイアガラがケーブルを接続してから、両端へ向かってケーブルを敷設してゆくという方法をとった。
しかし、この航海は順調には進まなかった。大西洋の接続予定地点へ向かう航海中、記録的な暴風雨が両方の船を襲った。アガメムノンは時に45度傾き、沈没の危機におちいった。
この暴風雨は7日間続き、船員の負傷とケーブルの損傷をまねいたが、6月26日、アガメムノンとナイアガラはようやく海上で落ち合い、ケーブルの接続を行うことができた。その後、アガメムノンは東へ、ナイアガラは西へとケーブルを敷設していったが、途中で何度かケーブルの切断が起こり、そのたびに両者の船は合流地点まで戻って接続をやり直さなければならなかった。その作業を繰り返している間に、食料や、燃料である石炭が不足してきたため、作業を続けることが出来ず、船は一旦アイルランドへ戻らなければならなかった。

### 3度目の敷設工事（1858年）

#### 航海

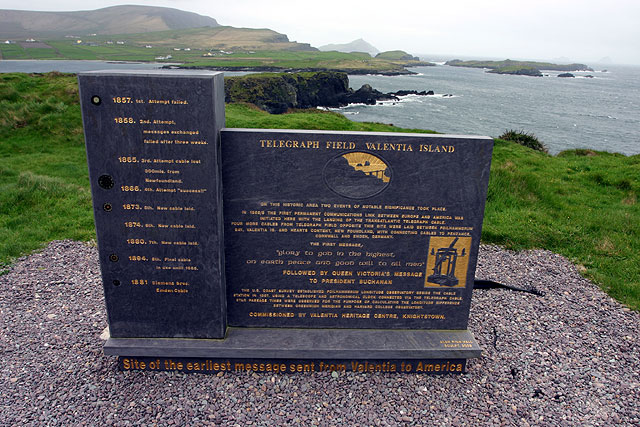
ヴァレンティア島のテレグラフ・フィールドは、 最初のメッセージを北アメリカへ送った場所である。2002年の8月、大西洋横断ケーブルがニューファンドランドまで敷かれたことを記す碑がFoilhommerumの崖で公開された。ヴァレンティア産の粘板岩を原料として、地元の彫刻家アラン・ホールによって製作されたこの記念碑によって、我々は1857年から始まるヴァレンティアにおける電報産業の歴史を知ることができる。

必要資材を確保した両船は、さっそく3度目の敷設工事に挑んだ。接続の方法は2度目と同じである。7月29日に大西洋上でケーブルの接続を行い、ナイアガラはそのまま順調にニューファンドランド島へと到着した。一方のアガメムノンは、再び嵐に見舞われ、さらに一時はケーブルの原因不明の障害という事態にも陥ったが、これを乗り越え、8月5日、ヴァレンティア島へと到着した。ヨーロッパとアメリカ大陸がケーブルで結ばれた瞬間であった。
この吉報は英米両国に伝わり、町は喜びに包まれた。新聞各紙は大々的に報じ、ニューヨークでは15,000人の祝賀行進が行われた。技師長だったチャールズ・ブライトには爵位が授けられた。また、ヴィクトリア女王からアメリカのブキャナン大統領あてに祝電が送られた。女王の98語のメッセージは16時間半かかってアメリカへ伝わった。

#### その後
ようやく開通したケーブルだったが信号の減衰が著しく、正確に伝達させるには再送信を繰り返したり、打鍵速度を落となければならなかった。ホワイトハウスは電圧を上げて対処しようとしたが、事態はさらに悪化し、10月20日には全く通信できなくなった。こうして、このケーブルはわずか2か月あまりで役目を終えた。この間に送られた電報は732通であった。
減衰の原因は主に、ケーブルが海中でコンデンサーとなり、信号電流が漏洩する現象による。コンデンサーは導体で薄い不導体を挟んだものだが、海水は電気を通すため、電線と海水に挟まれたケーブルの被覆がコンデンサーを形成する。モールス信号のような直流パルスは交流の性質を持つので、その電荷を蓄えたり放出したりを繰り返す。放出は両側へ起きるので漏洩となり、さらに充放電により波形が丸くなる。それが信号の減衰をまねいたのである。
対策としては信号を送る速度を遅くする以外になく、トムソンの指摘が的中した形となった。
不通の原因は、絶縁性能の劣化だと考えられている。ケーブルの大部分は最初の工事前に作られ、2回目の工事が始まるまで屋外に放置されていた。このため、被覆材のガタパーチャが酸化・劣化し、そこにホワイトハウスが2000Vという高電圧を加えたため、絶縁破壊が起こってしまったと推定されている。

### 計画の立て直し
度重なる失敗によって、株主は50万ポンドを失った。さらに、翌年に行った紅海横断ケーブルも失敗に終わったため、海底ケーブル事業は抜本的な見直しを迫られた。1859年、英国政府は特別委員会を設置し、専門家を集めて失敗の原因を探った。そして委員会は、これまでの事業の失敗は事前の調査を行っていれば防げたもので、大西洋ケーブル自体は技術的には実現可能だという報告を出した。
この報告を受けたサイラス・フィールドは、再び大西洋横断ケーブル事業へ挑戦することを決意した。資金集めには苦労をしいられ、フィールドは大西洋を64回横断した。英国の資本家から28.5万ポンド、米国の資本家から8万ポンドを集め、残りを新たに作られたケーブル製造会社であるTELCON社 (Telegraph Construction & Maintenance) からの出資で補うことで、必要資金を確保した。
また、フィールドはホワイトハウスを解雇し、トムソンを後任に据えた。トムソンは以前からの主張に沿って、銅線および絶縁部の断面積を増やし、強度も上げた新しいケーブルを製作するよう指示した。ケーブルは綿密な研究や実験を行った上で設計された。またトムソンは、今までの航海でケーブルが幾度も断線したのは、海底の深さが正確に分からなかったからだと考えた。今まではおもりのついたケーブルを海底に降ろして水深を測っていたのだが、それでは不十分だと考えたトムソンは、新たにケミカルチューブと呼ばれる測深機を発明した。これは海底の水圧から水深を測定するための道具で、以前の方法と比べて正確で効率的だったため、以後の敷設工事に使われるようになった。

### 4度目の敷設工事（1865年）
ケーブルの重量が増したことにより、今までの敷設工事で使っていた大きさの船では3隻の船が必要になっていた。また、今までの経験から、海上でのケーブルの接続作業には危険が伴うことが予想された。しかし幸いにも、イギリスの技術者イザムバード・キングダム・ブルネルが設計した当時最大の蒸気客船グレート・イースタンが使用できたので、ケーブルの接続の必要はなく1隻で大西洋を横断することが可能になった。
グレート・イースタンは7月14日に英国を出港し、7月23日にアイルランドのヴァレンティア島に到着した。そしてここからアメリカへ向けてケーブルを敷設していった。途中、ケーブルがショート（短絡）するという事故が2度起こった。これは、ケーブルを覆う鉄線が切れて絶縁部を貫通したことによるものだと分かったため、一旦ケーブルを引き上げ、該当部分を除去する作業を行うことで対処した。
その後は順調に進んだが、全体の3分の2まで敷設した段階で、ケーブルを繰り出す滑車が故障したためケーブルが切断され、ケーブルの端は海底へと沈んでいった。ケーブルを引き上げようとしたが、道具が足りず、引き上げることはできなかった。そのため、ケーブルが落下した地点にブイを設置し、グレート・イースタンは一旦英国へと戻った。

### 5度目の敷設工事（1866年）
4度目の工事も失敗に終わったが、道具さえあればケーブルを引き上げることは可能であった。また、航海中に行われた通信から、このケーブルは性能面でも優れていることが分かった。報告を受けたフィールドは、新たに大西洋にケーブルを敷設し、さらに海底に沈んだケーブルも引き上げるという決断を下した。これが両方実現すれば、大西洋には2本のケーブルが敷かれることになる。
フィールドは1866年の春までに新たな資金50万ドルを調達した。そしてグレート・イースタンによる新しいケーブルの敷設は1866年7月13日に開始され、27日、ケーブルはニューファンドランド島に到着した。こうして、敷設作業は成功した。そして8月5日から一般の通信事業を開始した。
さらにグレート・イースタンは、前年に落下したケーブルの引上げ作業に着手した。この作業は困難を極めたが、8月31日にケーブルの引き上げに成功した。試験した結果、このケーブルの通信状態も良好であったため、船上に積んだケーブルと接続した。このケーブルもニューファンドランドまで接続し、計画通り、2本のケーブルを敷設することに成功した。2本目のケーブルは9月8日から通信を始めた。
こうして、大西洋横断電信ケーブルは完成した。タイムズ紙は、「世界は急速に、巨大な一つの都市になりつつある」と論じた。トムソンらには爵位が授けられた。フィールドはアメリカ人であったため爵位は与えられなかったが、米国議会は感謝決議を満場一致で採択することでその功績をたたえた。このケーブルは商業的にも成功し、最初の半年で2万9千ポンド、次の半年で43万ポンドの収入を得た。

## 海底ケーブル網の発展とその後の展開

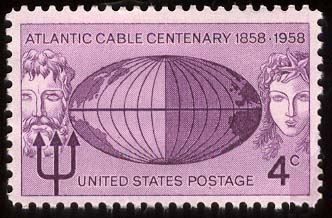
敷設100年を記念するアメリカの郵便切手（1958年）

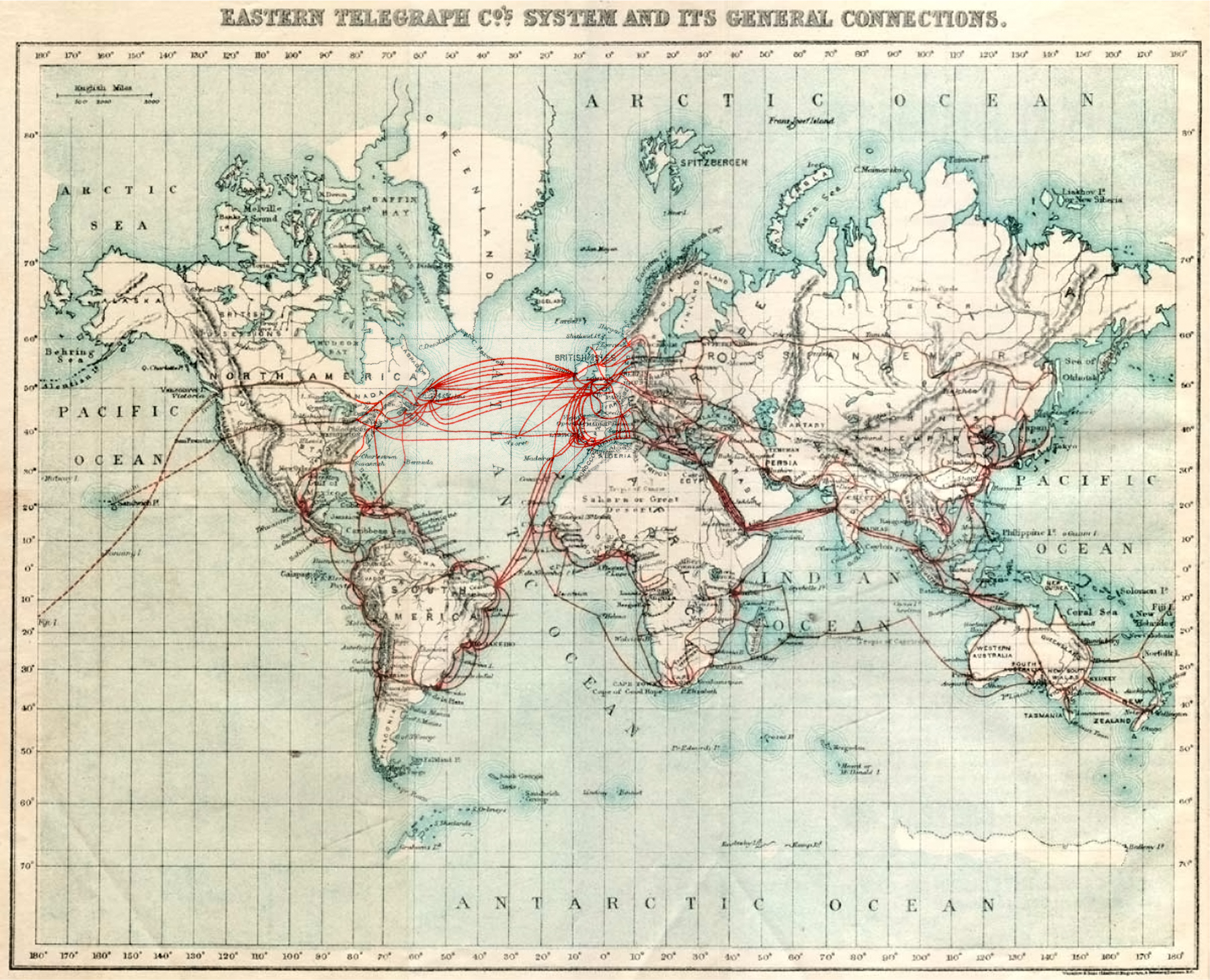
1901年の海底ケーブル網

大西洋横断ケーブルを成し遂げた英国は、1870年、ロンドンからインドへ到る海底電信ケーブルを敷設、1902年には太平洋横断電信ケーブルを敷設した。こうして英国は当時の植民地を結ぶ大きなケーブル網 (All Red Line) を完成させた。このことによって英国は情報伝達面において圧倒的な力を得た。
大西洋においては、最初に敷設した2本のケーブルはどちらも1870年代に不通になったが、アングロアメリカン・テレグラフ社によって新たに数本のケーブルがヴァレンティア - ニューファンドランド間に敷設され、さらに他の会社でも敷設が行われるなど、本数を増やしていった。また、1874年にはブラジルのペルナンブーコからマデイラ諸島（ポルトガル）を経由しカルカヴェロス（ポルトガル、リスボン近郊）へと至る南大西洋線も敷設した。
一方、他国も大西洋横断電信ケーブルを引くようになった。フランスは1869年、フランスのブレストからアメリカのケープコッドまでのケーブルを敷設した。これは英国以外の国によって敷設された最初のケーブルであった（ただしこのケーブルを保有していた会社は1873年に英国企業に買収される）。さらに1879年にはブレストからサンピエールを経由してケープコッドへ至るケーブルを敷設し、その後もフランス - アメリカ間のケーブルの敷設を行った。
ドイツは1882年、エムデンからヴァレンティアまでのケーブルを敷設したが、ヴァレンティアからの大西洋区間は英国のアングロアメリカン・テレグラフ社のケーブルを使用していた。しかし、1900年にボルクムからアゾレス諸島を経由してニューヨークへ至るケーブルを敷設し、1904年から1905年にかけて同じ経路でもう1本ケーブルを増設した。
このように各国でケーブルの増設は続き、1901年には北大西洋上に15本のケーブルが敷かれていた。しかし、これらのケーブルは途中で英国のケーブルを経由しなければならなかったので、通信内容は英国に筒抜けであった。そのため英国の優位はしばらく続いた。20世紀に入ると、英国のケーブルへの依存から脱却する動きがフランスやドイツなどで強まった。
さらに無線通信が実用化されたことで英国の優位性は弱まっていった。第一次世界大戦、第二次世界大戦を経て、そして1956年の大西洋横断電話ケーブル (TAT) の敷設によって、電信ケーブル自体の重要性も薄らいだ。1988年には大西洋横断光ケーブルも施設されている。しかし、19世紀後半から20世紀前半において大西洋横断電信ケーブルは多くの分野に影響を与え、この時代における世界の一体化に大きな役割を果たした。

## 大西洋横断電信ケーブルの影響
海底ケーブル網の広がりによって、情報伝達にかかる時間は大幅に短縮された。このことによって、経済市場の拡大、商品価格の低下と地域格差の減少などの効果を生み出し、さらにケーブルは国家戦略の面においても重要な要素となった。また、通信速度を上げるため、通信技術も向上していった。これらは当然大西洋横断電信ケーブルにも当てはまるが、ここでは特に大西洋横断電信ケーブルに関わりの深い事柄を挙げて記述する。

### 政治・経済への影響
大西洋横断電信ケーブルの政治や経済への活用は、1858年に敷設されたケーブルですでに行われている。前述のように、このケーブルは約2ヶ月しか使われなかったが、その間にいくつかの重要なメッセージをやりとりしている。
1858年、英国はインド大反乱を抑えるため、カナダから軍隊を派遣する計画であったが、戦況が変化したためその必要は無くなった。その旨をケーブルを通してカナダへ伝えることで、軍隊の輸送費5万ポンドを節約することができた。また、このケーブルは、プロイセン開院式勅語の全文を送信するなど、当時の世界に海底ケーブルの効果を示した。
大西洋横断電信ケーブルが本格的に使用できるようになると、ロンドンとニューヨークの株式取引所の通信としても活用されるようになった。取引時間中に交わされる電報は1時間に25,000語に達した。スターリング・ポンドの愛称である「ケーブル」は、この大西洋横断電信ケーブルに由来する。

### 技術の向上
大西洋横断電信ケーブルがきっかけとなって生み出された計測機器に、ミラーガルバノメータ（鏡検流計）がある。これはトムソンが大西洋横断電信ケーブルの受信のために作り出した。この検流計は微弱な信号を読み取ることが可能で、これまで使用されていた電磁リレー方式と比べて高速に通信することができた。例えば、1858年に送られた女王からブキャナン大統領へのメッセージは、電磁リレー方式を使用したため16時間半かかったが、メッセージ内容の確認のために直後に同じメッセージを英国側へ送った時は、ミラーガルバノメータを使用して受信したため67分で済んでいる。しかし、この時点ではトムソンにはケーブル事業への大きな権限は与えられていなかったため、ミラーガルバノメータは正式に採用されなかった。
また、ミラーガルバノメータを使用するにあたっては、電流値の読み取りと、モールス符号からの復元の2工程が必要で、通信記録を直接残せないという欠点があった。この問題を解決するため、トムソンは1867年に通信記録が残るサイフォンレコーダーを発明した。このサイフォンレコーダーはアメリカ側で1873年に、英国側で1880年に採用された。

## ケーブル構造
多くの大西洋横断電信ケーブルは、電流を流す銅線をガタパーチャで覆い、さらにケーブルを保護するためその周りを鉄線で覆うという構造になっている。これは元々1851年にドーバー海峡横断電信ケーブルで採用された構造である。以降、20世紀始めに装荷ケーブルが開発されるまで、大西洋横断電信ケーブルに限らずほとんどの海底ケーブルでこの構造が採用されていた。
1857年に作られたケーブルは、銅線のまわりを3層のガタパーチャで覆い、さらにヘンプヤーン（麻糸）をらせん状に巻いてから18本の鉄線で覆っている。ケーブルの外径は16mm、重量は1kmあたり549kgであった。
1865年に作られたケーブルは、信号の伝送速度を上げるために銅線の断面積を3倍にし、そしてガタパーチャは4層にして厚みを1.5倍にした。外径は28mm、重量は1kmあたり946kgであった。また、浅瀬に敷設するケーブルは深海のものに比べて磨耗が激しいため、さらに丈夫にした2重外装ケーブルを使用している。1866年に製造したケーブルも基本的には1865年のものと同じだが、4度目の敷設工事の際に発生した鉄線の貫通事故を教訓として、よりやわらかい鉄線を使い、それを亜鉛メッキしたものを外装に使用している。
さらに時代が進むと、信号の減衰を抑えることのできる装荷ケーブルが採用されるようになり、通信速度が向上した。1926年に敷設されたケーブルはそのすべてが装荷されており、毎分2400字の通信能力を持っていた。

## 大西洋横断電信ケーブルが登場する作品
- ジュール・ヴェルヌ『海底二万里』
  - 主人公が海底で切断された大西洋横断電信ケーブルを発見する場面がある（1857年のケーブルと推定される[60]）。著者のヴェルヌは大西洋横断電信ケーブルやグレート・イースタンに興味を持っており、ケーブルが開通した時には、「地球上の人間と日常的に通話できるようになれば多くの誤解が解消するにちがいありません」と記している[61]。
- シュテファン・ツヴァイク『人類の星の時間』Sternstunden der Menschheit
  - 「大洋を渡った最初の言葉」の章でサイラス・W・フィールドによるケーブル敷設事業が扱われている。